# Michael Culme-Seymour (3e baronnet)
Pour les articles homonymes, voir Michael Culme-Seymour.
Michael Culme-Seymour (13 mars 1836 - 11 octobre 1920) est un officier supérieur de la Royal Navy. Le 17 septembre 1880, il devient 3e baronnet, à la mort de son père. Les Culme-Seymour sont des parents de la famille Seymour, son père ayant ajouté le nom de famille de sa femme - Culme - au sien après sa mort.

## Biographie

### Carrière militaire
Culme-Seymour est né à Northchurch, Berkhamsted le 13 mars 1836, fils de Sir John Hobart Culme-Seymour, 2e baronnet (1800-1880) et de son épouse Elizabeth Culme, fille du révérend Thomas Culme. Il entre dans la marine en 1850 et sert en 1856 comme second à bord du HMS Calcutta, navire amiral de l'escadre des Indes orientales, qui participe à la seconde guerre de l'opium. La flotte est commandée par le contre-amiral Sir Michael Seymour (son oncle), tandis que le Calcutta est commandé par William King-Hall. Le 25 mai 1857, il est promu lieutenant et continue à servir sur le Calcutta jusqu'au 6 juin 1859, date à laquelle il est à nouveau promu commandant. Du 20 juin 1861 au 16 août 1865, il commande le HMS Wanderer dans la Mediterranean Fleet (flotte de la Méditerranée). Le 16 décembre 1865, il est promu capitaine.
En décembre 1870, il commande le HMS Volage dans le Channel Fleet (escadre de la Manche). De 1874 à 1876, il est secrétaire privé du First Lord of the Admiralty (Premier Lord de l'Amirauté) George Ward Hunt. En 1876, il retourne en Méditerranée, commandant le HMS Monarch. En juillet 1877, il est transféré sur le HMS Temeraire et participe au passage des Dardanelles en 1878, commandé par l'amiral Sir Geoffrey Phipps Hornby.
Du 29 juillet 1879 au 9 mai 1882, il est capitaine du HMS Duke of Wellington, qui est le navire amiral de l'officier commandant le port de Portsmouth, l'amiral Alfred Phillips Ryder, à la fin duquel il est promu contre-amiral. En 1885, il est commandant en second de l'escadre de la Baltique (en) sous les ordres de Phipps Hornby pendant l'incident du Panjdeh. Du 5 juillet 1885 au 20 septembre 1887, il est commandant en chef de l'escadre du Pacifique. Il est promu vice-amiral le 19 juin 1888 et à partir de 1890, il commande la flotte de la Manche pendant deux ans.
Du 3 mai 1893 au 10 novembre 1896, il est Commander in Chief, Mediterranean Fleet (commandant en chef de la flotte de la Méditerranée), remplaçant George Tryon après le naufrage accidentel du HMS Victoria lors d'une collision. Il est promu amiral à part entière avant de prendre le commandement.
Du 3 août 1897 au 3 octobre 1900, il est Commander-in-Chief, Portsmouth (commandant en chef à Portsmouth), et en mars 1901, il est placé sur la liste des retraités".
En 1899, il est nommé premier et principal aide de camp naval de la reine Victoria. Il est reconduit dans ses fonctions après la succession du nouveau roi Édouard VII, en février 1901, mais démissionne de ce poste en avril de la même année.
Au début de 1901, le roi Édouard demande à Sir Michael de participer à une mission diplomatique spéciale pour annoncer l'avènement du roi aux gouvernements de Belgique, de Bavière, d'Italie, du Wurtemberg et des Pays-Bas.
Il obtient les fonctions honorifiques de vice-amiral du Royaume-Uni (Vice-Admiral of the United Kingdom) et de lieutenant de l'Amirauté (Lieutenant of the Admiralty) en juillet 1901, qu'il conserve jusqu'à sa mort.
Il est mort à Oundle dans le Northamptonshire en 1920.

### Famille
Il épouse le 16 octobre 1866 Mary Georgina Watson, fille de l'Honorable Richard Watson (1800-1852) et petite-fille du 2e Lord Sondes. Lady Culme-Seymour est décédée en 1912. Ils ont trois fils et deux filles.
Son fils aîné, Sir Michael Culme-Seymour (1867-1925), lui succède comme baronnet, et est lui-même un officier supérieur de la marine.
Sa fille Mary Elizabeth Culme-Seymour (1871-1944) épouse le vice-amiral Sir Trevylyan Napier.
Son fils cadet, George Culme-Seymour (1878-1915) est capitaine dans le King's Royal Rifle Corps et sert comme adjudant dans le Queen Victoria's Rifles pendant la Grande Guerre. Il est tué pendant la deuxième bataille d'Ypres le 7 mai 1915 à la tête d'une compagnie des QVR qui franchissait une barricade de tranchée pour tenter de reprendre la colline 60. Son souvenir est gravé sur la porte de Menin à Ypres.
L'une de ses filles, dont on ne sait pas laquelle, aurait secrètement épousé George V alors qu'il est un jeune officier de marine. Cette rumeur de longue date est finalement publiée par Edward Mylius en 1911. Sir Michael, Mary et ses trois fils (mais pas sa femme ni sa fille cadette) ont témoigné au procès. Les détails de l'accusation se sont avérés faux, et Mylius est emprisonné pour diffamation criminelle. Cependant, un rapport de journal de 1891 est apparu plus tard, disant que Mary, qui avait prétendu ne jamais avoir rencontré le prince, avait en fait ouvert un bal à l'hôtel de ville de Portsmouth en dansant avec lui,.
Son arrière-arrière-petite-fille est la comédienne et actrice Miranda Hart.

## Distinctions honorifiques

### Décorations britanniques
- - Chevalier Grand-croix de l'Ordre du Bain

- - Chevalier Grand-croix de l'Ordre royal de Victoria